# Acacia peregrinalis
Acacia peregrinalis é uma espécie de leguminosa do gênero Acacia, pertencente à família Fabaceae.